# FC Koblach
Der FC Koblach ist ein im Jahr 1946 gegründeter österreichischer Fußballverein aus Koblach in Vorarlberg. Die Kampfmannschaft spielt seit der Saison 2022/23 in der Vorarlbergliga.

## Geschichte
Der Vorgänger des FC Koblach war der 1934 gegründete Katholische Burschenverein „Neuburg“. 1946 wurde die Sportvereinigung Koblach mit der Sektion Fußball gegründet.

## Obmänner bzw. Präsidenten
- 1946–1947: Bruno Egle
- 1948–1949: Bruno Kräutler
- 1950–1976: Bruno Egle
- 1977–1984: Adolf Bolter
- 1985–1986: Helmut Egle
- 1987–1991: Fritz Maierhofer
- 1992–2012: Werner Amann
- 2013–2017: Günther Ellensohn
- 2017–2019: Elmar Bösch
- seit 2019: Andre Helfer[2]

## Spielstätte
Der Sportplatz wurde 1948 vom „Winkla“ ins „Lohma“ verlegt. 1957 gab es die erste Sanierung des Sportplatzes. Im Jahr 1961 wurde das erste Vereinshaus mit zwei Umkleideräumen errichtet. 1974 und 1975 wurde der „neue Sportplatz“ errichtet. 2001 wurde das Clubheim mit dem Kiosk gebaut.

## Titel und Erfolge
- 2 × Vorarlberger Fußballcupsieger: 1995, 2005